# Dvorszky Nándor
Dvorszky Nándor (Budapest, 1921. április 21. – 2013. október 8.) motorversenyző, sportvezető, autósport szakíró.

## Pályafutása
Apja Dvorszky Ede kereskedő volt. 1939-ben a budapesti Szent Imre Gimnáziumban érettségizett. 1949 és 1952 között a Vasas motorversenyzője volt túra és gyorsasági szakágakban. 1953 és 1960 között az OTSH Autósport Bizottságának a tagja volt. 1960-tól a Magyar Autóklub és a Magyar Autó- és Motorsport Szövetség (MAMSZ) munkatársa, autó versenyek szervezője, rendezője volt. Nagy szerepe volt a hazai motorversenyzés és a rallye szakág fejlesztésében, a Formula–1-es futamok meghonosításában. 1993-ban a MAMSZ tiszteletbeli tagja lett.
Az autó- és motorsport történetével és statisztikák készítésével is foglalkozott. 1969-től az Autósélet szerkesztője, munkatársa volt.
2013. október 8-án életének 93. évében hunyt el.

## Sikerei, díjai
- A Magyar Autó- és Motorsport Szövetség tiszteletbeli tagja (1993)